# Miqueas González
Miqueas Owen González (Buenos Aires, Argentina; 24 de septiembre de 2002) es un futbolista argentino. Juega como delantero y su equipo actual es Deportivo Merlo de la Primera B Metropolitana de Argentina.

## Trayectoria

### All Boys
Debutó el 11 de julio de 2021 frente a Güemes de Santiago del Estero por la fecha 16 del Torneo 2021 de la Primera Nacional, con José Santos Romero como Entrenador. Marcó su primer gol en la goleada de la fecha siguiente frente a Guillermo Brown de Puerto Madryn.

## Clubes
Actualizado al 15 de abril de 2024
| Equipo                                  | Div.                | Temporada           | Liga     | Liga  | Copa Nacional(1) | Copa Nacional(1) | Copa Internacional | Copa Internacional | Total    | Total |
| Equipo                                  | Div.                | Temporada           | Partidos | Goles | Partidos         | Goles            | Partidos           | Goles              | Partidos | Goles |
| All Boys Argentina                      | 2.ª                 | 2021                | 10       | 2     | -                | -                | -                  | -                  | 10       | 2     |
| All Boys Argentina                      | 2.ª                 | 2022                | 8        | 2     | -                | -                | -                  | -                  | 8        | 2     |
| All Boys Argentina                      | 2.ª                 | 2023                | 15       | 0     | 1                | 0                | -                  | -                  | 16       | 0     |
| All Boys Argentina                      | Total               | Total               | 33       | 4     | 1                | 0                | -                  | -                  | 34       | 4     |
| Deportivo Merlo Argentina               | 3.ª                 | 2024                | 8        | 2     | -                | -                | -                  | -                  | 8        | 2     |
| Deportivo Merlo Argentina               | Total               | Total               | 8        | 2     | -                | -                | -                  | -                  | 8        | 2     |
| Total en su carrera                     | Total en su carrera | Total en su carrera | 41       | 6     | 1                | 0                | -                  | -                  | 42       | 6     |
| (1) Incluye datos de la Copa Argentina. |                     |                     |          |       |                  |                  |                    |                    |          |       |

Fuente: int.soccerway.com